# Église Saint-Georges de Périgueux
Pour les articles homonymes, voir Église Saint-Georges.
L'église Saint-Georges, est un édifice religieux catholique de Périgueux, dans le département de la Dordogne. Elle se situe dans le quartier du même nom.

## Localisation
Dans le centre du département de la Dordogne, l'église Saint-Georges est située dans la ville de Périgueux, en rive gauche de l'Isle, dans le quartier Saint-Georges, place de l'Église-Saint-Georges.

## Historique
L'église Saint-Georges est construite entre 1852 et 1870 sur un plan de l'architecte français Paul Abadie et suivie comme inspecteur par l'architecte Alexandre Antoine Lambert. Elle est implantée à une centaine de mètres au nord ouest de l'église Saint-Georges médiévale vendue comme bien national en 1791 et détruite au milieu du XIXe siècle. Elle est érigée en paroisse dès août 1854, la construction du clocher s'effectue en 1858-1859 et l'édifice est achevé en août 1870. Cependant, une nappe d'eau alimentant le ruisseau du Pontet émerge des fondations de l'église, entraînant des lézardes dans le clocher dès 1888. Des travaux de consolidation sont entrepris à partir de 1928, pendant trois années. Quatre cloches sont installées en 1892 et l'horloge de la façade ouest ajoutée en 1932.

## Mobilier
Les nombreux vitraux sont l'œuvre de la maison Besseyrias. Deux tableaux du XIXe siècle sont inscrits le 20 juillet 2017 au titre des monuments historiques : le Retour des saintes femmes à Jérusalem après la mise au tombeau, de 1859, et la Mort de saint Joseph, de 1875.

## Galerie d'images

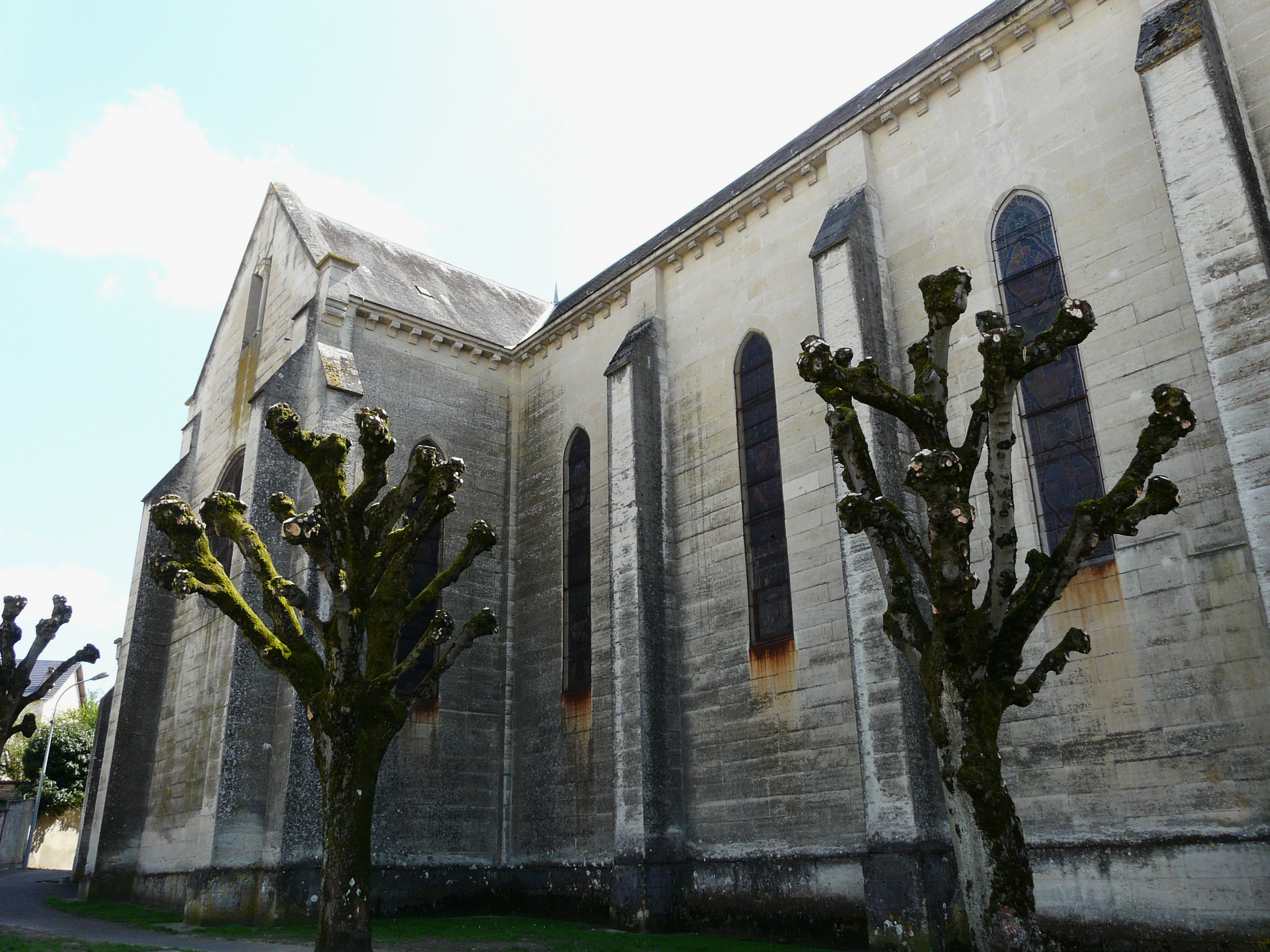
La façade nord de l'église.
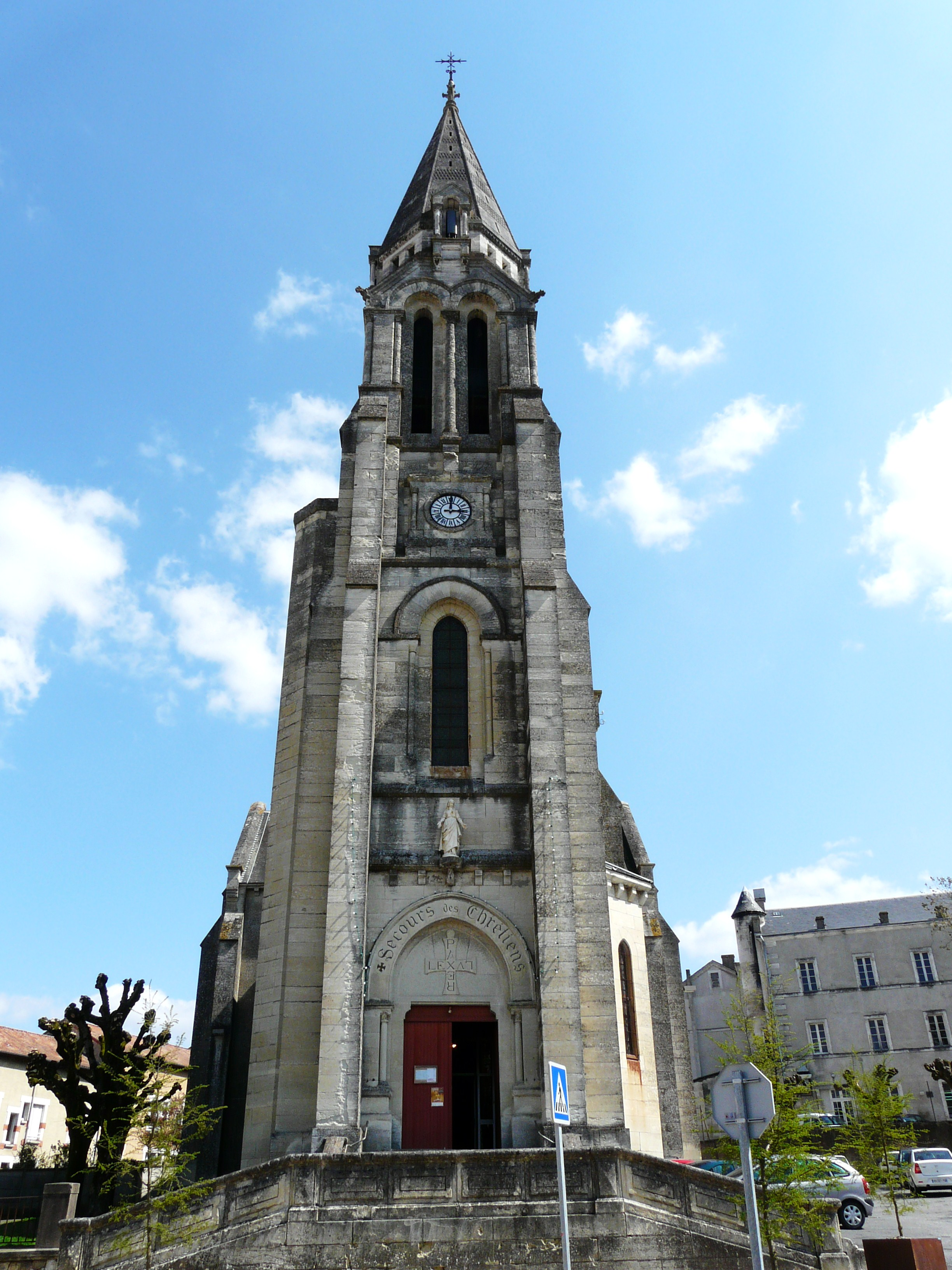
Le clocher.
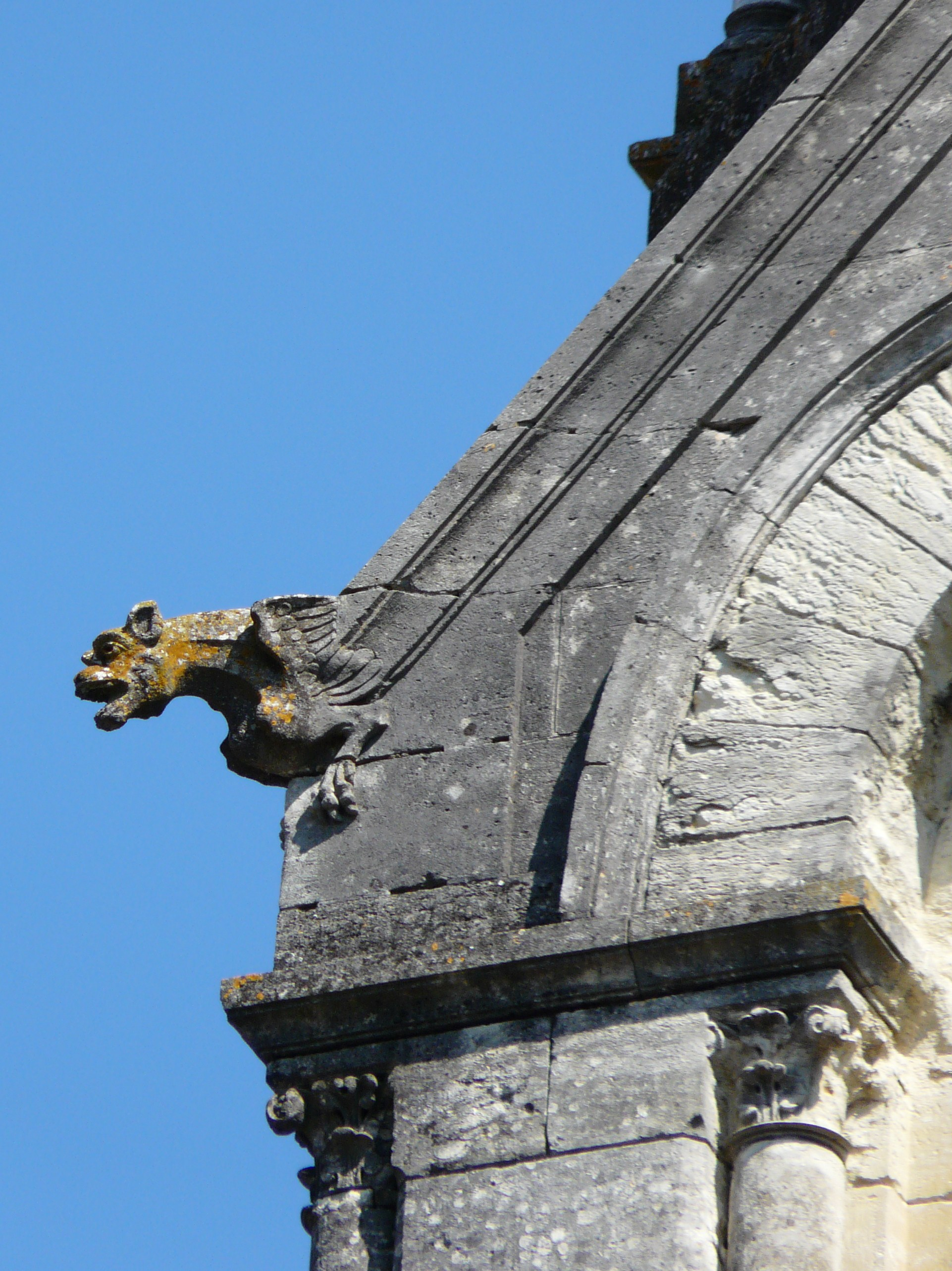
Une gargouille du clocher.
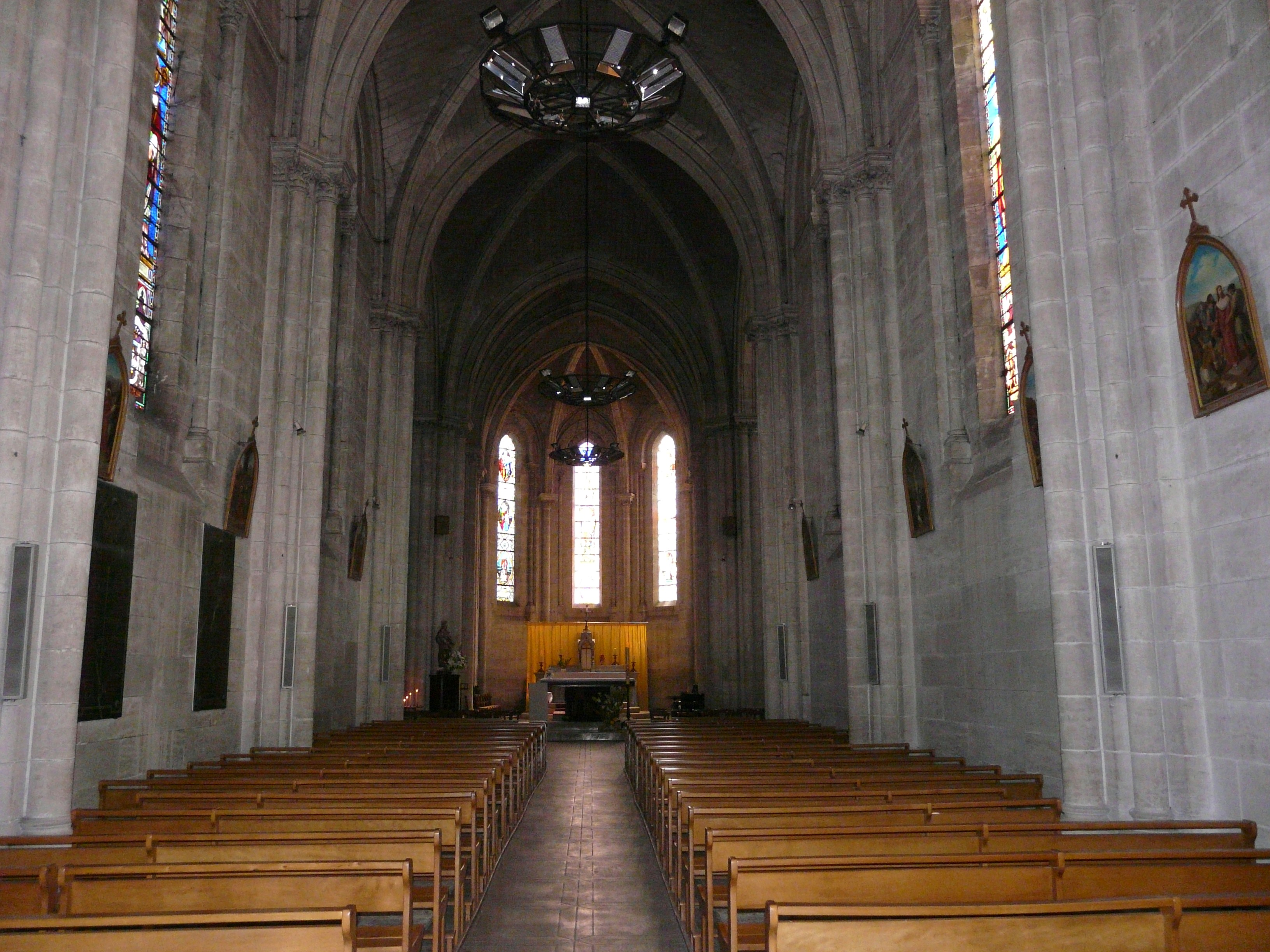
La nef.
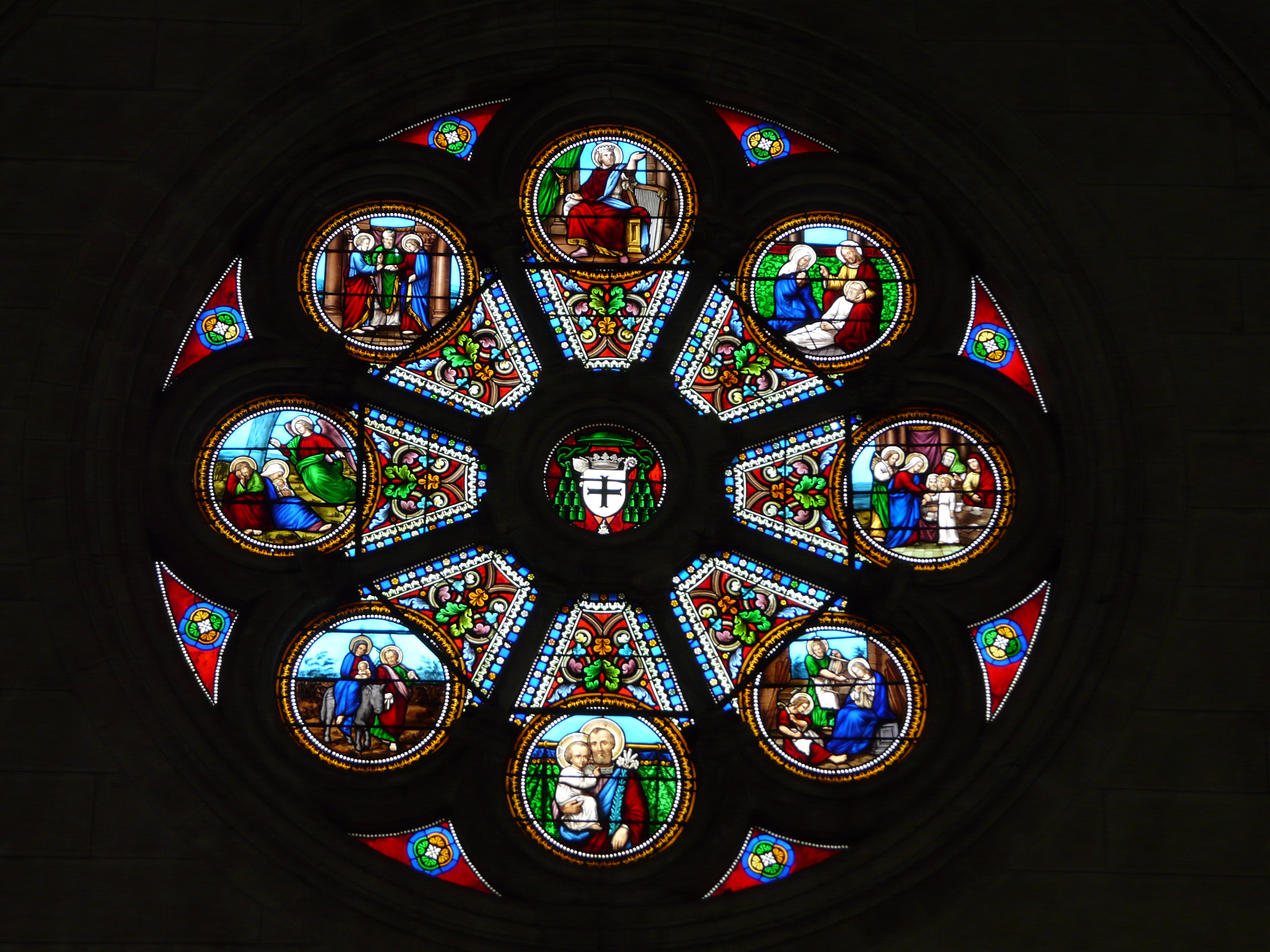
La rosace du transept sud.
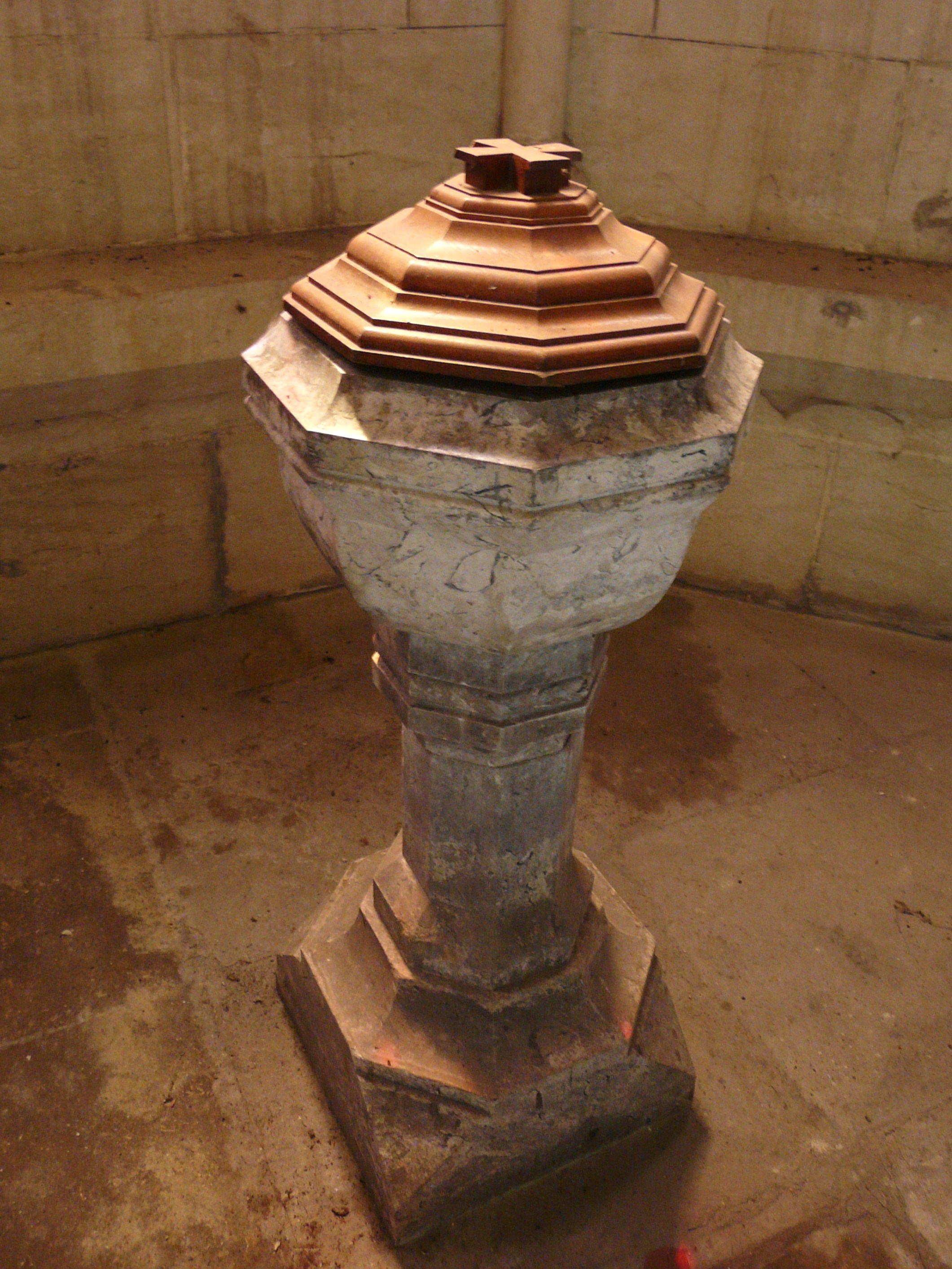
Le bénitier.
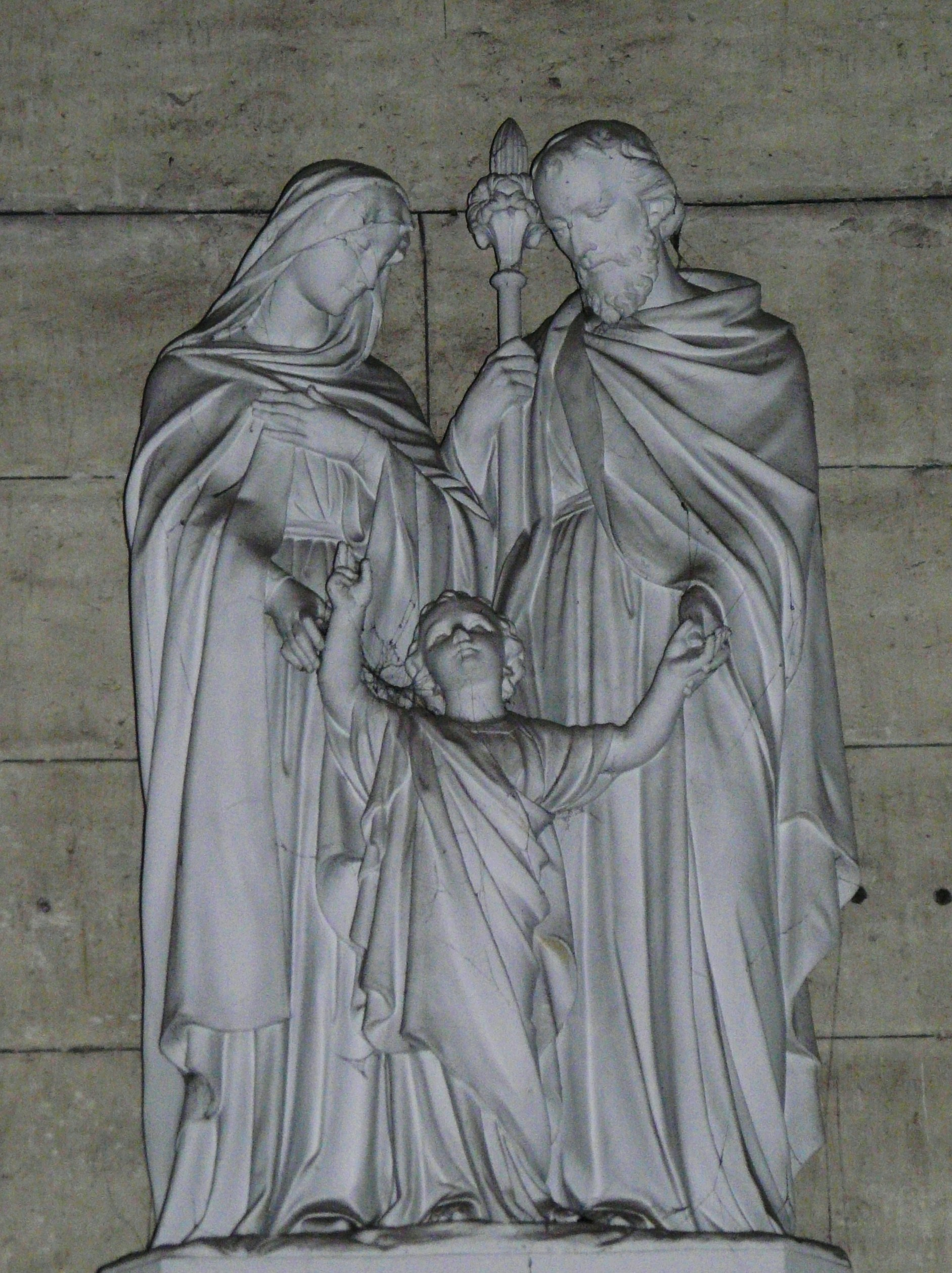
Statue représentant la Sainte Famille.
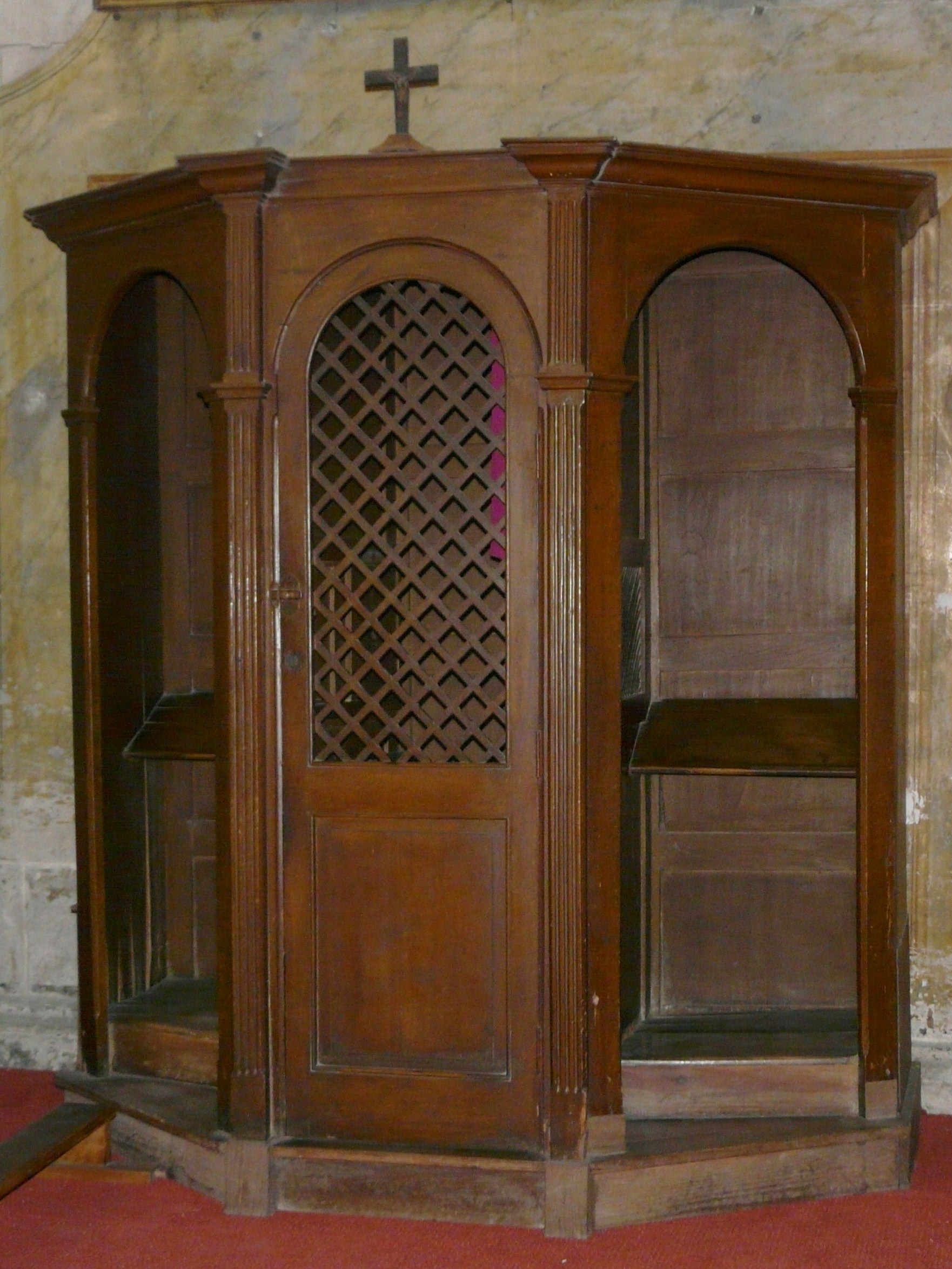
Un confessionnal.